# باسدو پاندای
باسدو پاندای (انگلیسی: Basdeo Panday؛ زاده ۲۵ مهٔ ۱۹۳۳ – درگذشته ۱ ژانویه ۲۰۲۴) یک وکیل، سیاستمدار، اقتصاددان و هنرپیشه اهل ترینیداد و توباگو بود. وی از ۹ نوامبر ۱۹۹۵ تا ۲۴ دسامبر ۲۰۰۱ نخست‌وزیر این کشور بود.
باسدو پاندای در ۱ ژانویه ۲۰۲۴، در سن ۹۰ سالگی درگذشت.